# Alt Awlaqi
L'Alt Awlaqi és un territori tribal del Iemen a la governació de Shabwa.
Fou un dels estats del Protectorat Occidental d'Aden, amb 100.000 km² i 50.000 habitants. El seu clima és tropical i el terreny fèrtil produeix blat, moresc. tabac i índigo. L'Ard al-Madjhir al nord pertany a la confederació tribal dels awlaqi que reuneix també als marazik, rabiz, hamman, dayyan i daqqar. El seu centre fou i és Nisab (o Ansab) residència del sultà. La seva autoritat s'estenia també a la plana d'Ard Markha, ocupada pels beduïns autònoms Nisiyyin que ocupen Wasit, Dadjar i Hudjayr.
El territori està creuat pels rius Abadan, Dura, Khawra i Markha. Al nord-oest, no lluny de Beihan al-Qasab es troben les riques mines de sal de Khabt. Dins el territori viu una altra confederació tribal, els ma'an o ma'n (derivat de mineus) centrats a la ciutat de Yashbum, al sud-est, que no estaven sota l'autoritat del sultà, sinó del seu xeic.
Després d'un acord preliminar el 1890, el sultà Awad II ben Salih va signar el tractat de protectorat amb els britànics el 1904. Una pista d'aterratge es va establir després a Nisab. El sultà fou un dels sis membres fundadors de la Federació d'Emirats Àrabs del Sud (1959) i membre de la Federació d'Aràbia del Sud (1962-1967). El novembre del 1967 el sultanat fou abolit i va passar a formar part de la República Popular del Iemen del Sud, dins la muhafazah IV (governació IV), fins al 1990.

## Sultans dels awlaqi de Nisab a l'Alt Awlaqi
- Munassar ben Abu Bakr (exercia el 1839)
- Farid ben Munassar
- Abd Allah ben Farid
- Awad I ben Abd Allah 1862-1879
- Abd Allah ben Awad 1879-1887
- Salih ben Abd Allah 1887-?
- Awad II ben Salih? (ja governava el 1904)
- Sense informació després del 1904